# パーシヴァル・ローウェル

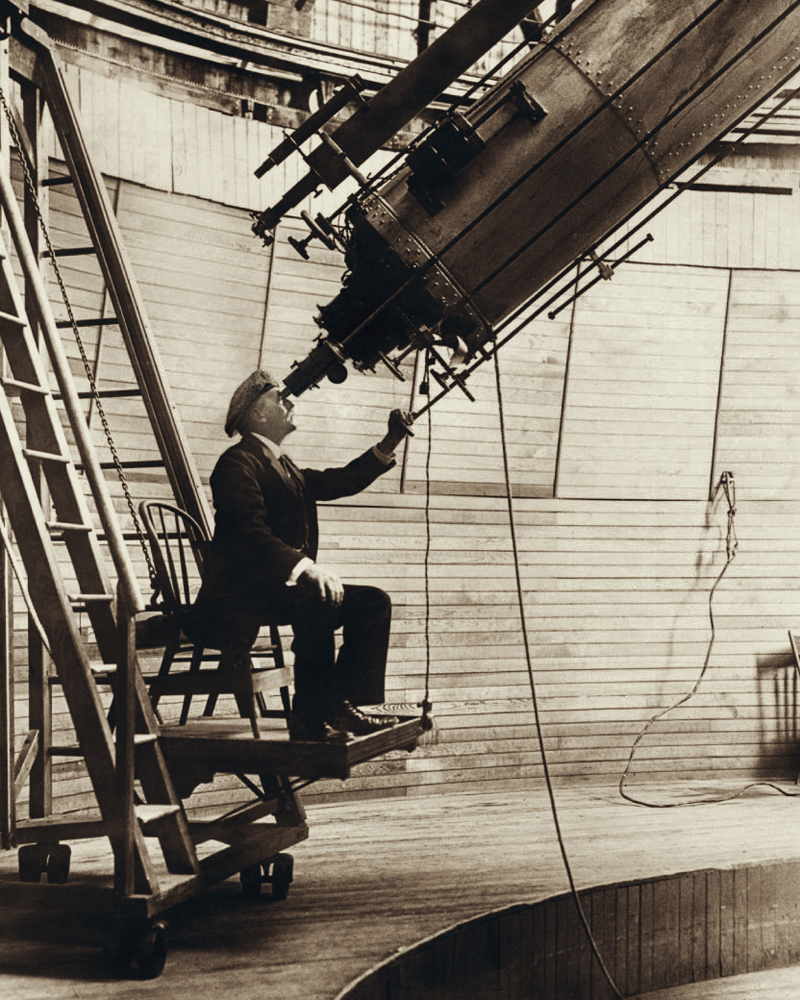
観測中のローウェル

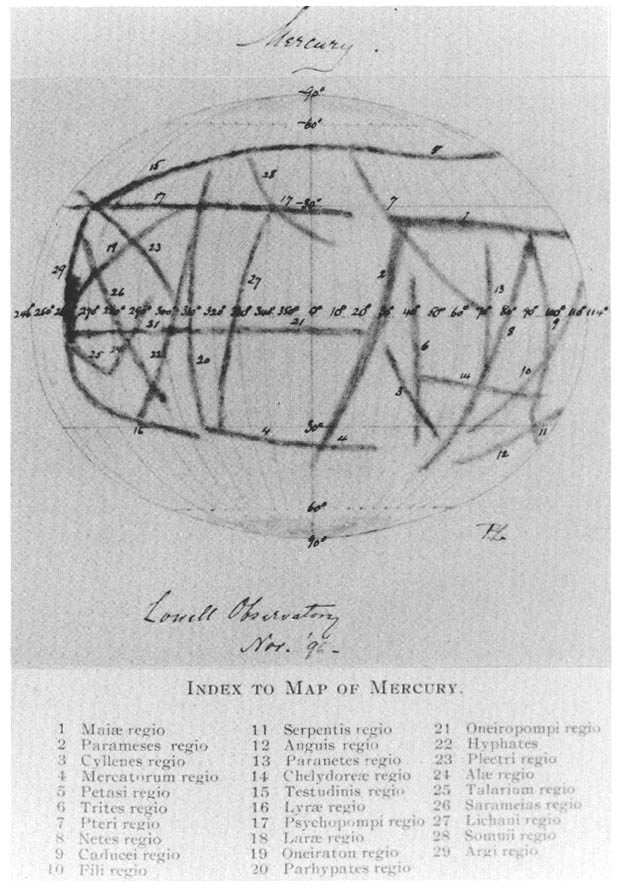
水星の観測結果（1896年） 火星の運河だけでなく水星についても地形を「観測」していた

パーシヴァル・ローウェル（Percival Lowell, 1855年3月13日 - 1916年11月12日）は、アメリカ合衆国ボストン生まれの天文学者であり、アジア研究者。

## 経歴
ボストンの大富豪ローウェル家の息子として生まれ、ノーブル・アンド・グリーノー・スクールを経て、ハーバード大学で物理や数学を学んだ。もとは実業家であったが、数学の才能があり、火星に興味を持って天文学者に転じた。当時屈折望遠鏡の技術が発達した上に、火星の二つの衛星が発見されるなど火星観測熱が当時高まっていた流れもあった。私財を投じてローウェル天文台を建設、火星の研究に打ち込んだ。火星人の存在を唱え、1895年の「Mars」（「火星」）など火星に関する著書も多い。「火星」には、黒い小さな円同士を接続する幾何学的な運河を描いた観測結果が掲載されている。運河の一部は二重線（平行線）からなっていた。300近い図形と運河を識別していたが、火星探査機の観測によりほぼすべてが否定されている。また、小惑星 (793) アリゾナを発見している。1904年ジュール・ジャンサン賞受賞。
最大の業績は、最晩年の1916年に惑星Xの存在を計算により予想した事であり、1930年に、その予想に従って観測を続けていたクライド・トンボーにより冥王星が発見された。冥王星の名 "Pluto" には、ローウェルのイニシャルP.Lの意味もこめられている。
なお、彼の業績に対して天文学者のカール・セーガンは「最悪の図面屋」、SF作家のアーサー・C・クラークは「いったいどうしたらあんなものが見えたのだろう」と自著の中で酷評している(しかし一方で、前者は「彼のあとにつづくすべての子どもに夢を与えた。そして、その中からやがて現代の天文学者が生まれたのだ」と子供たちに天文学を志すきっかけを与えた面を、後者は「数世代のSF作家たちが嬉々として発展させた神話の基礎を、ほとんど独力で築き上げた」とSFの分野に影響を与えた面を評価した)。ローウェルの火星人・運河研究は、H・G・ウェルズの『宇宙戦争』、E・R・バローズの『火星のプリンセス』、ブラッドベリの『火星年代記』にインスピレーションを与えるなど、エンターテインメント分野に影響を与えている。
一部の眼科医はローウェルは飛蚊症だったのではないかという仮説を述べている。
ローウェル天文台の建設地としてアリゾナ州フラッグスタッフという天体観測に最適な場所を見出したのも評価されている。その後のローウェル天文台は惑星研究の中心地となった。

## 親族
ローウェル家は、インドのカースト最上位のバラモンをもじって「ボストン・バラモン（en:Boston Brahmin）」と俗称されたボストンの上流階級に属する名門一族のひとつ。ボストン・バラモンと呼ばれる約60家は、いずれも初期にイギリスから入植したWASPであり、貿易や工業で莫大な富を築き、ニューイングランドの支配層を形成した。米国ローウェル家の始祖は商人としてイギリスのブリストルから1639年に入植した。
- 高祖父のジョン・ローウェル（John Lowell 1743–1802)はハーバード大学卒業後弁護士を経て連邦判事に任命され、ボストン法曹界の中心人物として有名をはせる一方、一族とともにマサチューセッツ銀行を設立した[1]。
- 曽祖父のジョン・ローウェル・ジュニア(John Lowell 1769–1840)はハーバード大学卒業後弁護士となり、連邦党幹部も務めた。
- 祖父のジョン・エイモリー・ローウェル(John Amory Lowell 1798–1881)はハーバード大学卒業後実業家。
- 父親のオーグスタス・ローレンス・ローウェル (Augustus Lawrence Lowell, 1830-1900)は先代ローウェル家の事業を継承。オーグスタスの母方のカボット家もボストンバラモンの代表格。
- 母親のキャサリン(Katharine Bigelow Lawrence 1832-1895)はアボット・ローレンスの娘。ローレンス家もボストンバラモン。
- 弟のアボット・ローレンス・ローウェル(en:Abbot Lawrence Lowell, 1856-1843)はハーバード大学学長(1909-1933)。母親が病弱であったため一時期一家でヨーロッパに暮らし、その後ハーバードカレッジ、ハーバードロースクールに進学、1880年に卒業後弁護士を経て、1897年にハーバード大学の教員となり、1909年から24年間学長を務め、抜本的な大学改革によりハーバードを飛躍的に発展させた[2]。
- 妹のエイミー・ローウェルは詩人。
- 妻はロンドン生まれのコンスタン・キース（Constance Savage Keith, 1863-1954）で、パーシヴァル晩年の1908年に結婚した[3]。
- 秘書のルイーズ・レオナードはパーシヴァルの母親キャサリンが亡くなった1895年より雇われ、パーシヴァルが神経を病んだ際も献身的な看護をし、その後、彼の死まで天文台の秘書を務めた[4]。結婚に至らなかったのはパーシヴァルの階級意識によると研究者は見ている[4]。

## アジアとの関係
1889年から1893年にかけて、明治期の日本を5回訪れ、通算約3年間滞在した。来日を決意させたのは大森貝塚を発見したエドワード・モースの日本についての講演だった。彼は日本において、小泉八雲、アーネスト・フェノロサ、ウィリアム・スタージス・ビゲロー、バシル・ホール・チェンバレンと交流があった。神道の研究等日本に関する著書も多い。
彼が旅の途中で訪れた穴水町にローエル顕彰碑が置かれ、彼が訪問した5月9日にはローウェル祭を開き、天文観測会や講演会が行われている。
日本語を話せないローウェルの日本人観は「没個性」であり、「個性のなさ、自我の弱さ、集団を重んじる、仏教的、子供と老人にふさわしい、独自の思想を持たず輸入と模倣に徹する」と自身の西洋的価値観から断罪する一方で、欧米化し英語を操る日本人エリートたちを「ほとんど西洋人である」という理由から高く評価するといった矛盾と偏見に満ちたものであったが、西洋の読者には広く受け入れられた。
また米朝修好通商条約締結後の1883年に、朝鮮政府が朝鮮報聘使という使節団をアメリカに派遣する際に外国人参賛官に迎え入れられ、朝鮮に戻った後は高宗の招きで翌年3月にかけて朝鮮全土を訪問し、ボストンで『Chosön: The Land of the Morning Calm（チョソン: 静かな朝の国）』（1886年）を出版した。

## 主な著作（訳書）
- 『極東の魂』（川西瑛子訳、公論社, 1977年、新版1995年） ISBN 4-7714-7710-8
- 『NOTO - 能登・人に知られぬ日本の辺境』（宮崎正明訳・解説、十月社、1991年） ISBN 4-915665-19-4
- 『極東三国〈シナ・朝鮮・日本〉の歴史認識』（國嶋一則訳・解説、公論社、2013年）ISBN 4-7714-1301-0
- 『オカルト・ジャパン 外国人の見た明治の御嶽行者と憑霊文化』（菅原壽清訳・解説、岩田書院、2013年） ISBN 9784872947830
- 『神々への道 米国人天文学者の見た神秘の国・日本』（平岡厚・上村和也訳・解説、国書刊行会、2013年） ISBN 9784336056689

## 英文著作集
- 『パーシヴァル・ローエル著作集成』全5巻（Edition Synapse、2006年6月 ISBN 978-4-901481-48-9）[6]